# Siete Leyes

División política de la República Centralista de México a partir de las Bases de organización política de la República Mexicana.

Movimientos separatistas generados por la disolución de la República Federal.
Territorio autoproclamado independiente
Territorio reclamado por la República de Texas
Territorio reclamado por la República del Río Grande
Sublevaciones

Las Leyes Constitucionales de la República Mexicana de 1836 fueron una serie de instrumentos constitucionales que alteraron la estructura del sistema de gobierno del país, pasando de un Estado federal a un Estado unitario. Si bien fueron promovidas por Santa Anna, que con licencia en el cargo de presidente de México intrigaba desde su hacienda Manga de Clavo en Veracruz, las leyes fueron promulgadas por el presidente interino José Justo Corro el 30 de diciembre de 1836. Estas medidas de corte unitario ocasionaron la declaración de independencia de Texas, la de Tamaulipas y la de Yucatán. A pesar de la tendencia conservadora, las leyes contemplaban la división de poderes.
Con base en las Siete Leyes, se estableció un cuarto poder: el Supremo Poder Conservador, el cual fue integrado por cinco ciudadanos. Estos deberían haber desempeñado la presidencia, vicepresidencia, o bien haber sido senadores, diputados, secretarios de despacho o ministros de la Corte. Este cuarto poder tenía la facultad de regular las acciones otros poderes (legislativo, ejecutivo y judicial), bajo el argumento de que sus integrantes tenían la capacidad de interpretar la voluntad de la nación.

## Etapas de las Siete leyes
La primera etapa se realizó de forma moderada y su estrategia fue eliminar cualquier postura reformista para poder establecer una nueva constitución. Básicamente esto se logró con el desconocimiento de facto de la vicepresidencia de Valentín Gómez Farías. La segunda etapa fue convertir al Congreso Ordinario en un Congreso Constituyente, y de esta forma se fincaron las Bases de Reorganización de la Nación Mexicana: el sistema federalista fue sustituido por un sistema unitario. La tercera etapa fue elaborar y sancionar una nueva constitución. 
El 23 de octubre de 1835 se aprobaron las Bases de Reorganización de la Nación Mexicana, se dio fin al sistema federal y se estableció un sistema unitario provisional. El 30 de diciembre de 1836 se expidieron las Siete Leyes constitucionales que reformaron la constitución, las leyes secundarias se aprobaron el 24 de mayo de 1837. Tuvieron vigencia durante los períodos presidenciales de Anastasio Bustamante del 19 de abril de 1837 al 18 de marzo de 1839, de Antonio López de Santa Anna del 20 de marzo de 1839 al 10 de julio de 1839, de Nicolás Bravo del 11 al 17 de julio de 1839 y de Anastasio Bustamante del 18 de julio de 1839 al 22 de septiembre de 1841.

## Contenido
El régimen centralista fue establecido formalmente el 30 de diciembre de 1836, se promulgó por el restablecimiento de un sistema federal y la formación de un nuevo Congreso Constituyente, aunque ya en 1835 se había derogado la Constitución de 1824.  La República Centralista duró casi once años.
Sin embargo, con la creación de un Congreso Constituyente se planteó con toda firmeza el centralismo y el desconocimiento de la Constitución de 1824 que dio fin a la misma y fundamenta la Constitución en Siete Leyes Constitucionales de 1836.
1. Los quince artículos de la primera ley, otorgaban la ciudadanía a aquellos que supieran leer y tuvieran un ingreso anual mínimo de 100 pesos, excepto para los trabajadores domésticos, quienes no tenían derecho a voto.
Está conformada por 15 artículos
a) Establece los derechos de los ciudadanos.
b) Define los conceptos de nacionalidad y ciudadanía estableciendo la obligación de profesar la religión de su patria.
c) La libertad de tránsito.
d) La libertad de imprenta
e) La inviolabilidad de la propiedad privada.
f) La irretroactividad de la ley.
2. La segunda ley permitía al presidente el cierre del congreso y la supresión de la Suprema Corte, prohibiendo a los militares tomar este último cargo.
Consta de 23 artículos.
a) Establece el supremo poder conservador, depositado en cinco individuos que se elegirán cada dos años.
b) El supremo poder conservador no es más responsable de sus actos u operaciones que ante Dios y la opinión pública.
3. Los 58 artículos de la tercera ley establecían un Congreso bicameral (senadores y diputados), electos por órganos gubernamentales.  Los diputados ocupaban el cargo por cuatro años, y los senadores por seis.
Consta de 58 artículos.
a) Deposita el poder legislativo en un congreso compuesto por dos cámaras: diputados y senadores. Los diputados se elegirán cada dos años, uno por cada 150 000 habitantes. Los senadores serán electos por juntas departamentales.
b) Establecía la formación de leyes.
4. Los 34 artículos de la cuarta ley especificaban el mecanismo de elección presidencial, donde la Suprema Corte, el Senado y la Junta de Ministros nominarían a tres candidatos cada uno, y la cámara baja (diputados) elegiría de entre los nueve candidatos, al presidente y al vicepresidente. El poder ejecutivo se depositaría en un presidente que duraría en el cargo 8 años con opción a reelegirse y con el cargo irrenunciable.
Se crea el despacho de asuntos de gobierno a través de 4 ministerios:
a) Del interior.
b) De relaciones exteriores.
c) De hacienda.
d) De guerra y marina
5. La quinta ley especificaba el mecanismo de elección de los once miembros de la Suprema Corte de Justicia, de la misma forma que el mecanismo de elección presidencial.
Consta de 51 artículos.
a) Se refiere a la organización del poder judicial.
b) Está integrado por la suprema corte de justicia, por tribunales superiores, por un tribunal de hacienda y por juzgados de primera instancia.
c) Está integrado por 11 ministros y un fiscal.
6. Los 31 artículos de la sexta ley sustituían a los estados federados, por departamentos cuyos gobernadores y legisladores eran seleccionados por el presidente.
Establece la división territorial de la república.
a) Crea los departamentos que se dividen en distritos y estos a su vez en partidos judiciales.
b) Para los departamentos habrá un gobernador que durará en su encargo 8 años y para los distritos un prefecto que durará 4 años.
7. La séptima ley prohibía volver al sistema legal anterior por seis años. Otorga al congreso la facultad de resolver todas las controversias constitucionales así como sus reformas. Pero estas no podrán llevarse a cabo en el término de seis años contados a partir de la promulgación de la Constitución. 
Cabe destacar que la sexta ley, dividió a la república en departamentos, distritos y partidos, desapareciendo así la república federal y dando paso al triunfo del conservadurismo.
La función principal del Supremo Poder Conservador fue disuadir cualquier idea reformista que contraviniera a la nueva Constitución. Es decir, cualquier posibilidad de cambio sin importar su naturaleza sería cancelada, sobre la base de que se había alcanzado la máxima perfección política y jurídica, pues sus cinco integrantes eran impecables, desapasionados y contaban con sabiduría absoluta.  El cuarto poder podría deponer presidentes, suspender congresos, anular leyes y destruir sentencias.
Basadas en la ideología del pensador francés Emmanuel-Joseph Sieyès, las facultades del Supremo Poder Conservador fueron:
a) Guardar y hacer guardar la Constitución
b) Sostener el equilibrio constitucional entre los poderes públicos
c) Mantener o restablecer el orden constitucional cuando fuere turbado, para lo cual contaría con la fuerza y los medios que la Constitución pondría en sus manos.

## Derogación
En San Luis Potosí, Tampico, Guadalajara y Veracruz hubo pronunciamientos y levantamientos armados a favor del federalismo. En septiembre de 1841, los generales Gabriel Valencia, Mariano Paredes y Arrillaga y Antonio López de Santa Anna se reunieron en la ciudadela, y tras llegar a un acuerdo firmaron las Bases de Tacubaya. Su objetivo fue desconocer el gobierno de Bustamante y suprimir los cuatro poderes. Se estableció una junta y se convocaron elecciones para diputados con el objetivo de crear un nuevo Congreso Constituyente.
En 1842, los diputados de ideología federalista como Mariano Otero, Juan Bautista Ceballos, José María Lafragua, Luis de la Rosa, Manuel González Ureña, Melchor Ocampo, Juan José Espinosa de los Monteros participaron en las reformas, pero Santa Anna instó al Congreso a evitar el federalismo. Al no poder lograr su objetivo se retiró a su hacienda en Manga del Clavo. Nicolás Bravo asumió la presidencia, decidió disolver el Congreso y nombró una Junta Legislativa de 68 miembros. Se suprimió el Supremo Poder Conservador y las Juntas Departamentales.  Se establecieron las Bases de Organización Política de la República Mexicana y la Constitución tuvo ciertas mejoras, aunque siguió imperando el centralismo. Al iniciar la guerra con Texas, Santa Anna recibió el apoyo de los conservadores. 
En septiembre de 1847, cuando la Ciudad de México cayó en manos del ejército de Estados Unidos durante la Intervención estadounidense en México, una nueva generación política surgió con ideas liberales y federalistas. La constitución fue modificada y jurada por Santa Anna el 21 de mayo de 1847, bajo el principio de la unión federal:
- I. Los Estados que componían la Unión mexicana recobraron su independencia y soberanía
- II. Los Estados asociados formarían al pueblo de los Estados Unidos Mexicanos.
- III. El acta constitutiva y la constitución federal de 1824 sería la única Constitución política de la república.
- IV. Se establecieron treinta artículos, mediante un acta de reformas. Se contempló la creación del nuevo estado de Guerrero.[14]

De esta forma se restauró la Constitución de 1824, se desconoció el régimen centralista y se propuso la restauración del régimen federal, lo cual se logró temporalmente. Sin embargo, en 1853, Antonio López de Santa Anna fue nombrado nuevamente presidente, durante ese período abolió el sistema federal, las legislaturas locales y la federal entraron en receso. Comenzó así el período conocido como Dictadura de Santa Anna, el poder nuevamente se volvió centralista. Se expidió una ley para perseguir a los conspiradores y Santa Anna se hizo llamar Alteza Serenísima.  En 1854 el Plan de Ayutla logró terminar con el régimen santannista.
Años más tarde, a pesar de que se promulgó la Constitución de 1857, la pugna entre federalistas o liberales y centralistas o conservadores continuó. Fue en 1867, después de la Guerra de Reforma y de la Segunda Intervención Francesa en México cuando finalmente se consiguió la restauración de la república.